# Kralingse Plas
De Kralingse Plas, gelegen in de Rotterdamse wijk Kralingen, is een water van ongeveer 100 ha, dat gebruikt wordt voor de kleine watersport en sportvisserij. De Kralingse plas heeft via het Kralingse Verlaat   en Boezem verbinding met de kruising met de  Rotte en het Noorderkanaal. Er bevindt zich een waterscoutinggroep Stella Maris aan het Langepad 47 en een vijftal watersportverenigingen, zoals de Rotterdamsche Zeilvereeniging RZV, Koninklijke Roei- en Zeilvereniging De Maas, Boudewina en de Kralingsche Zeil Club. De eerste vereniging die watersport in de plas organiseerde, was Zeilvereeniging Kralingen in 1908, later opgegaan in de Watersport Vereniging Rotterdam (WSVR).
De Kralingse Plas is ontstaan door de winning van veengrond ten behoeve van turf. Hij maakte deel uit van een reeks van 15 veenplassen die zich ten noorden van de 's-Gravenweg uitstrekten vanaf de Rotte tot aan Nieuwerkerk aan den IJssel. Tussen 1865 en 1876 werden deze plassen drooggelegd voor de creatie van de Prins Alexanderpolder. De toenmalige Noordplas werd als enige gespaard. De Noordplas was namelijk de diepste van de 15 plassen, en tevens bevonden zich enkele fabrieken en woonhuizen aan de plas. Hierdoor was het te duur om deze plas droog te leggen. Vanaf 1895 heet de voormalige Noord- of Boschplas de Kralingse Plas. Na de Tweede Wereldoorlog werd een klein deel weer gedempt met puin uit het gebombardeerde centrum van de stad. Zo zijn bijvoorbeeld de eilanden in het zuiden tot stand gekomen.

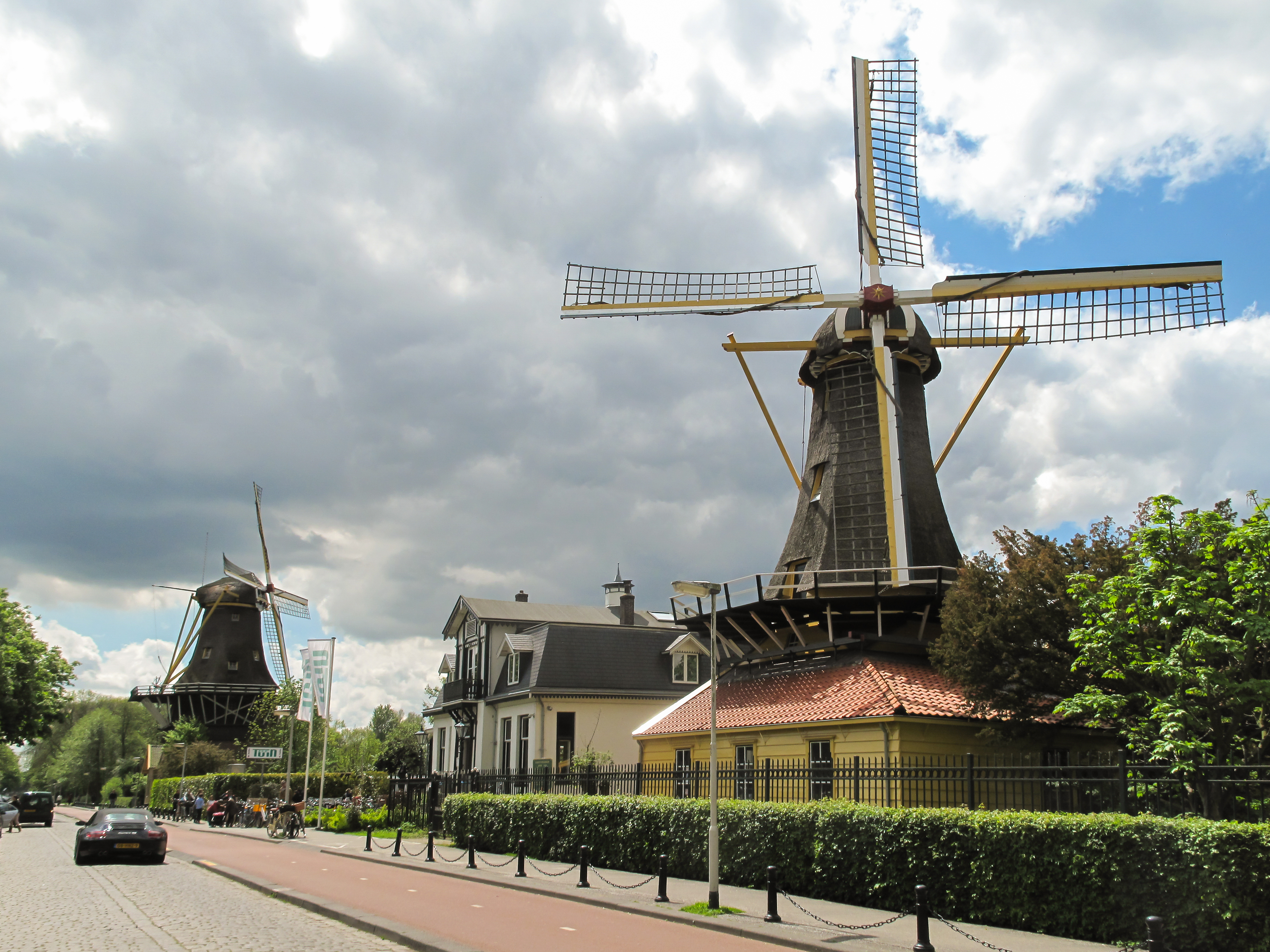
Kralingen, de twee molens bij de Kralingse Plas

De plas wordt aan drie kanten omringd door het Kralingse Bos. De oostzijde wordt gedomineerd door de zogenoemde Plasmolens, De Lelie (uit 1740) en De Ster (uit 1886), twee windmolens waar nog altijd specerijen gemalen worden. Aan de noordwestkant ligt een groot recreatiestrand, waarvan een klein deel een naaktstrand is. Ten zuiden loopt de Kralingse Plaslaan, met bij het westelijke einde flatgebouw Kralingen uit 1938, de oudste hoogbouw uit de omgeving. Net voorbij het andere einde van de Plaslaan, aan de Kralingseweg, staat de Kralingerhoutflat, die de alternatieve naam van het bos levend houdt.

Aan de westkant bij het Langepad staat een uitkijktoren die uitzicht biedt over de hele plas.
Behalve voor watersport en aanverwante activiteiten wordt de plas veel bezocht door hardlopers. Bij Rotterdamse joggers is het rondje Kralingse Plas van ongeveer 5 kilometer een begrip.
Het gebied werd beroemd door het meerdaagse Holland Pop Festival (1970), dat weleens het Hollandse Woodstock genoemd wordt en waarover ook een internationale documentaire werd uitgebracht, Stamping Ground.   